# Fukienogomphus promineus
Fukienogomphus promineus är en trollsländeart som beskrevs av Chao 1954. Fukienogomphus promineus ingår i släktet Fukienogomphus och familjen flodtrollsländor. Inga underarter finns listade i Catalogue of Life.